# دوري السوبر السويسري 2007–08
دوري السوبر السويسري لعام 2007–2008 هو الموسم الحادي عشر بعد المئة لدوري الدرجة الممتازة لكرة القدم في سويسرا. بدأ هذا الموسم في 18 يوليو 2007 وانتهى في 10 مايو 2008 , تنافس خلاله 10 فرق على لقب البطولة هذا الموسم.

وفي 10 مايو 2008 ، توج فريق بازل بلقب الموسم وهو اللقب الثاني عشر في تاريخه , عندما فاز على ملعبه على الوصيف فريق يانغ بويز بهدفين دون مقابل في الأسبوع السادس والثلاثين من الدوري ؛ ليصبح الفارق 4 نقاط بينه وبين الوصيف.

## الترتيب
| #  | النادي         | لعب | فاز | تعادل | خسر | له | عليه | الفرق | النقاط | ملاحظات                                         |
| -- | -------------- | --- | --- | ----- | --- | -- | ---- | ----- | ------ | ----------------------------------------------- |
| 1  | بازل           | 36  | 22  | 8     | 6   | 73 | 39   | +34   | 74     | تأهل إلى دور التصفيات الثاني لدوري أبطال أوروبا |
| 2  | يانغ بويز      | 36  | 21  | 7     | 8   | 82 | 49   | +33   | 70     | تأهل إلى دور التصفيات الثاني لدوري أوروبا       |
| 3  | زيورخ          | 36  | 15  | 11    | 10  | 58 | 43   | +15   | 56     | تأهل إلى دور التصفيات الثاني لدوري أوروبا       |
| 4  | غراسهوبر       | 36  | 15  | 9     | 12  | 57 | 49   | +8    | 54     | تأهل إلى كأس إنترتوتو                           |
| 5  | آراو           | 36  | 11  | 14    | 11  | 47 | 48   | -1    | 47     |                                                 |
| 6  | لوتسيرن        | 36  | 10  | 14    | 12  | 40 | 49   | -9    | 44     |                                                 |
| 7  | سيون           | 36  | 11  | 10    | 15  | 48 | 51   | -3    | 43     |                                                 |
| 8  | نوشاتيل زاماكس | 36  | 10  | 11    | 15  | 48 | 55   | -7    | 41     |                                                 |
| 9  | سانت جالين     | 36  | 9   | 7     | 20  | 39 | 69   | -30   | 34     | المباريات الفاصلة للهبوط                        |
| 10 | ثون            | 36  | 6   | 9     | 21  | 30 | 70   | -40   | 27     | هبط إلى دوري التحدي السويسري                    |

 # = المركز , لعب = المباريات الملعوبة , فاز = عدد مباريات الفوز , تعادل = عدد مباريات التعادل , خسر = عدد مباريات الخسارة , له = الأهداف التي سجلها , عليه = الأهداف التي استقبلها , +/- = فارق الأهداف 

## البطل
| بطل دوري السوبر السويسري 2007–08 |
| نادي بازل                        |

### مباراة حسم اللقب والتتويج
| بازل                             | 2-0 | يانغ بويز |
| -------------------------------- | --- | --------- |
| فالنتين شتوكر · ماركو شتريلر 23' |     |           |

## روابط خارجية
- Switzerland Super League 2007-2008